# 明水河站
明水河站是位于中華人民共和國内蒙古自治区科尔沁右翼前旗明水河村的一个铁路车站，建于1935年，有白阿铁路经过该站，现办理客货运。车站距离白城站228公里，隶属中国铁路沈阳局集团，是四等站。